# Ford Model U

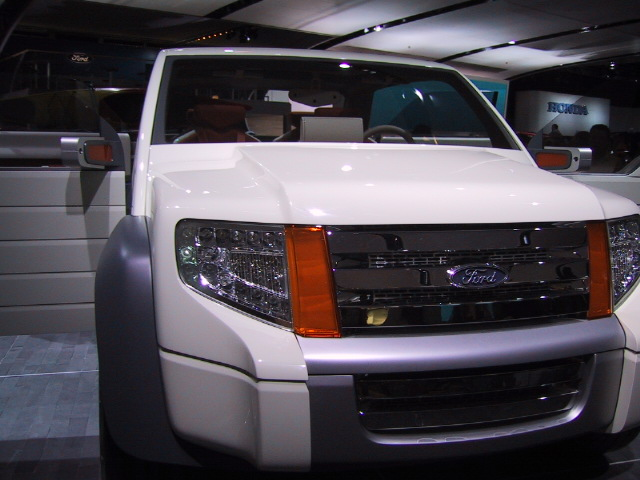
Ford Model U (18 januari 2003)

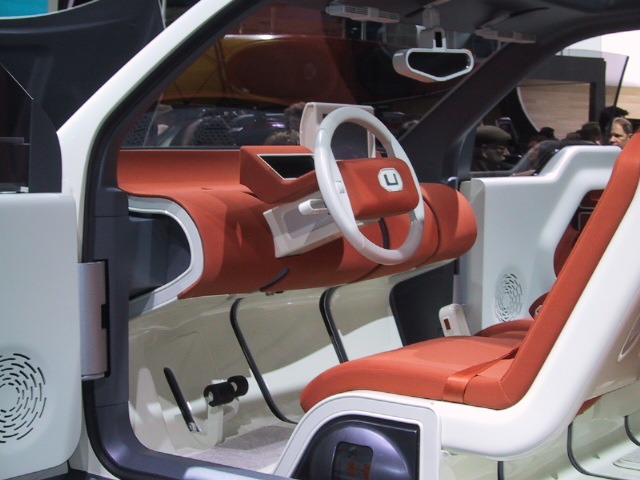
Interieur

De Ford Model U is een conceptauto gemaakt door Ford Motor Company. Het voertuig werd geïntroduceerd tijdens de Washington D.C. Auto Show. Het is de eerste auto ter wereld die is ontworpen volgens de ontwerpfilosofie cradle to cradle. Dit houdt in dat de auto honderd procent recyclebaar is. Ford heeft als doel met dit model een nieuwe auto neer te zetten die als voorbeeld dient voor een nieuwe generatie auto's in de eenentwintigste eeuw. De Ford Model U was in het bijzonder bedoeld als een moderne interpretatie van de bekende Ford Model T, die begin twintigste eeuw in massaproductie werd genomen.